# Остров доктора Моро (фильм, 1977)
«Остров доктора Моро» (англ. The Island of Dr. Moreau) — экранизация одноимённого произведения Герберта Уэллса. Премьера состоялась 13 июля 1977 года в США.

## Сюжет
Главной целью своих опытов Моро ставит изучить до конца пластичность живых организмов, поэтому, вот уже одиннадцать лет находясь на острове, он пытается создать из зверя человека. Создано уже около 60 зверолюдей, начиная от самых маленьких (ленивцеподобное существо) и заканчивая монстрами (леопардо-человек, гиено-свинья, волко-медведь и так далее). Все события, происходящие на острове, показываются глазами Брэддока — инженера-механика яхты «Леди Вейн», потерпевшей кораблекрушение. Брэддоку удалось спастись в шлюпке, которая прибилась к острову доктора Моро.

## В ролях
| Актёр             | Персонаж          |
| ----------------- | ----------------- |
| Берт Ланкастер    | Доктор Пол Моро   |
| Майкл Йорк        | Эндрю Браддок     |
| Найджел Дэвенпорт | Доктор Монтгомери |
| Барбара Каррера   | Мария             |
| Ричард Бейсхарт   | Глашатай Закона   |
| Ник Крават        | М’Линг            |
| Фумё Демура       | Человек-гиена     |